# Chaprais-Cras
Chaprais-Cras est l'un des quatorze quartiers de la ville de Besançon en France. Situé au nord-est du centre-ville, il s'est développé à partir de la seconde moitié du XIXe siècle et compte 15 905 habitants en 2020, ce qui en fait le deuxième quartier le plus peuplé de la ville après Planoise. Ses habitants sont appelés les Chapraisiens.

## Géographie

### Situation
Les Chaprais est situé au nord-est du centre historique de Besançon, sur la rive droite du Doubs. Le quartier est limitrophe de La Boucle au sud, de Palente au nord, de Bregille à l'est ainsi que de Saint-Claude à l'ouest.

### Secteurs
Le quartier des Chaprais se compose de 6 secteurs définis par l'Insee, aussi appelés Îlots regroupés pour l'information statistique (IRIS) :
- Mouillère est un secteur allongé au sud, entre le quartier de La Boucle et le quartier de Bregille, où se trouvent la gare de Besançon-Mouillère et le Parc Micaud.
- Fontaine-Argent situé au sud-est, traversé par le ruisseau de Fontaine-Argent canalisé et couvert.
- Chaprais situé au centre du quartier et à l'est de la rue de Belfort, avec le parc des Chaprais et le cimetière des Chaprais
- Rotonde situé au centre-ouest, entre la rue de Belfort et les voies SNCF.
- Chasnot situé au nord, depuis les voies SNCF jusqu'au boulevard Léon Blum.
- Parc des Chaprais situé au nord-est, depuis les voies SNCF jusqu'à la rue des Cras (correspondant à une partie de l'ancien quartier des Cras)

### Axes routier
Les Chaprais communiquent avec le centre-ville par le pont de la République (qui a succédé à un premier pont « fil de fer » construit en 1838) et le pont Robert-Schwint. La rue de Belfort les relient à l'est aux Orchamps et à Palente et à l'ouest de la ville via l'avenue de la Paix. La place Flore est le centre vital du quartier car c'est le point central qui coordonne toutes les voies menant aux autres quartiers.

### Transports en commun
- Le réseau de transports en commun de Grand Besançon Métropole, Ginko, assure la desserte du quartier via les lignes de tramway  T1  T2  ainsi que les lignes de bus  L3  L4  L5  L6  7  8  11  12  et  Ginko Diabolo  D3  D4  D6  D9 .
- La gare de Besançon-Mouillère : premier arrêt sur la ligne de Besançon-Viotte au Locle-Col-des-Roches.

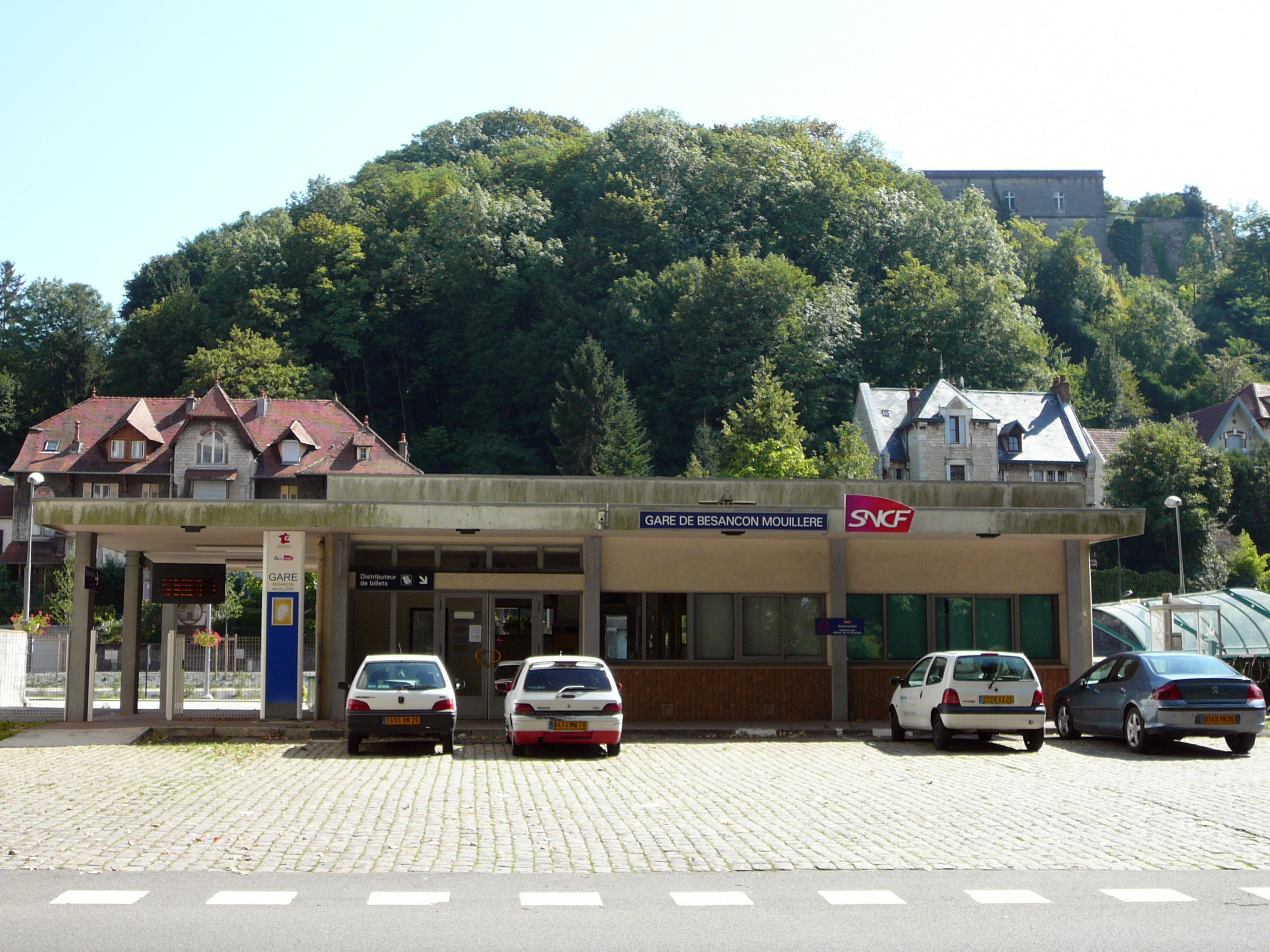
Gare de Besançon-Mouillère

### Hydrographie
En plus d'être longé, au sud, par le méandre du Doubs, le quartier donne naissance au ruisseau de la Mouillère qui sort de terre au fond d'une petite reculée située au bout du parking Isenbart et  qui rejoint le Doubs quelques centaines de mètres plus loin au pied de la Tour de la Pelote.  La source de la Mouillère est l'exsurgence des réseaux souterrains du bassin versant de Thise - Chailluz.

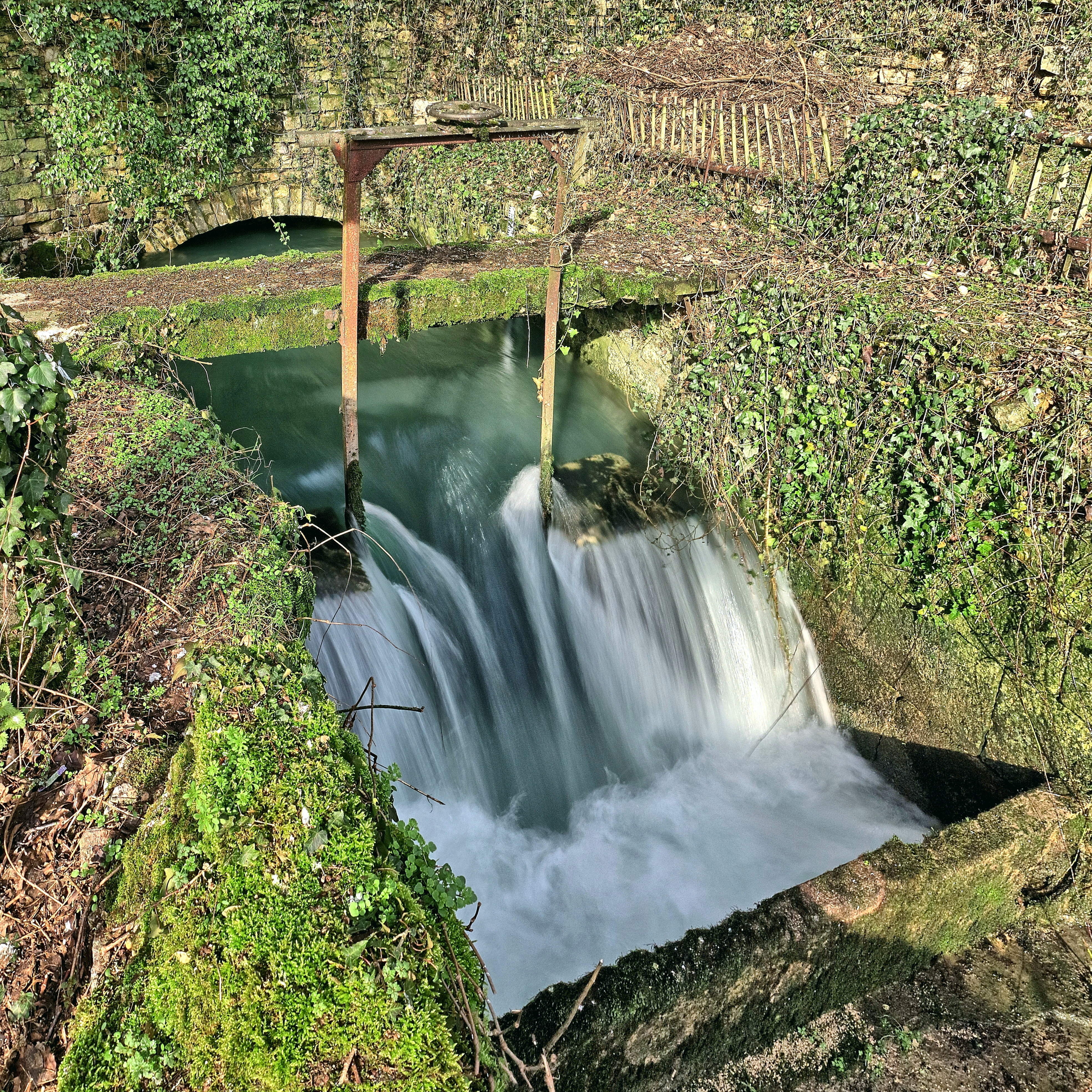
Source de la Mouillère.
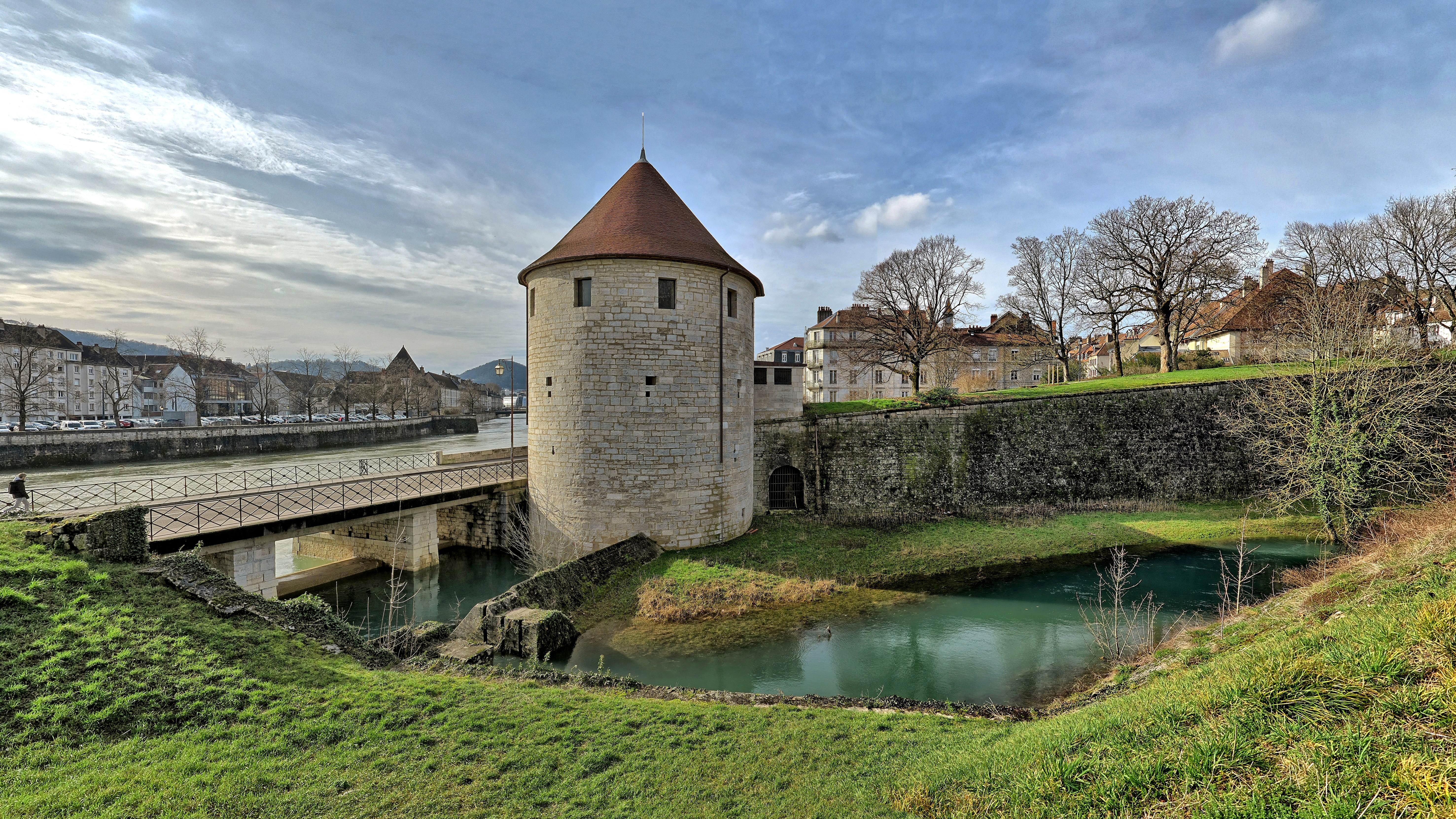
Confluence Doubs-Mouillère au pied de la Tour de la Pelote.

Le quartier est aussi traversé par le ruisseau de Fontaine-Argent principalement canalisé et souterrain qui rejoint le Doubs dans le parc Micaud en amont du pont de la République.

## Toponymie
Chaprais serait la contraction des termes « champs » et « prés ».

## Historique

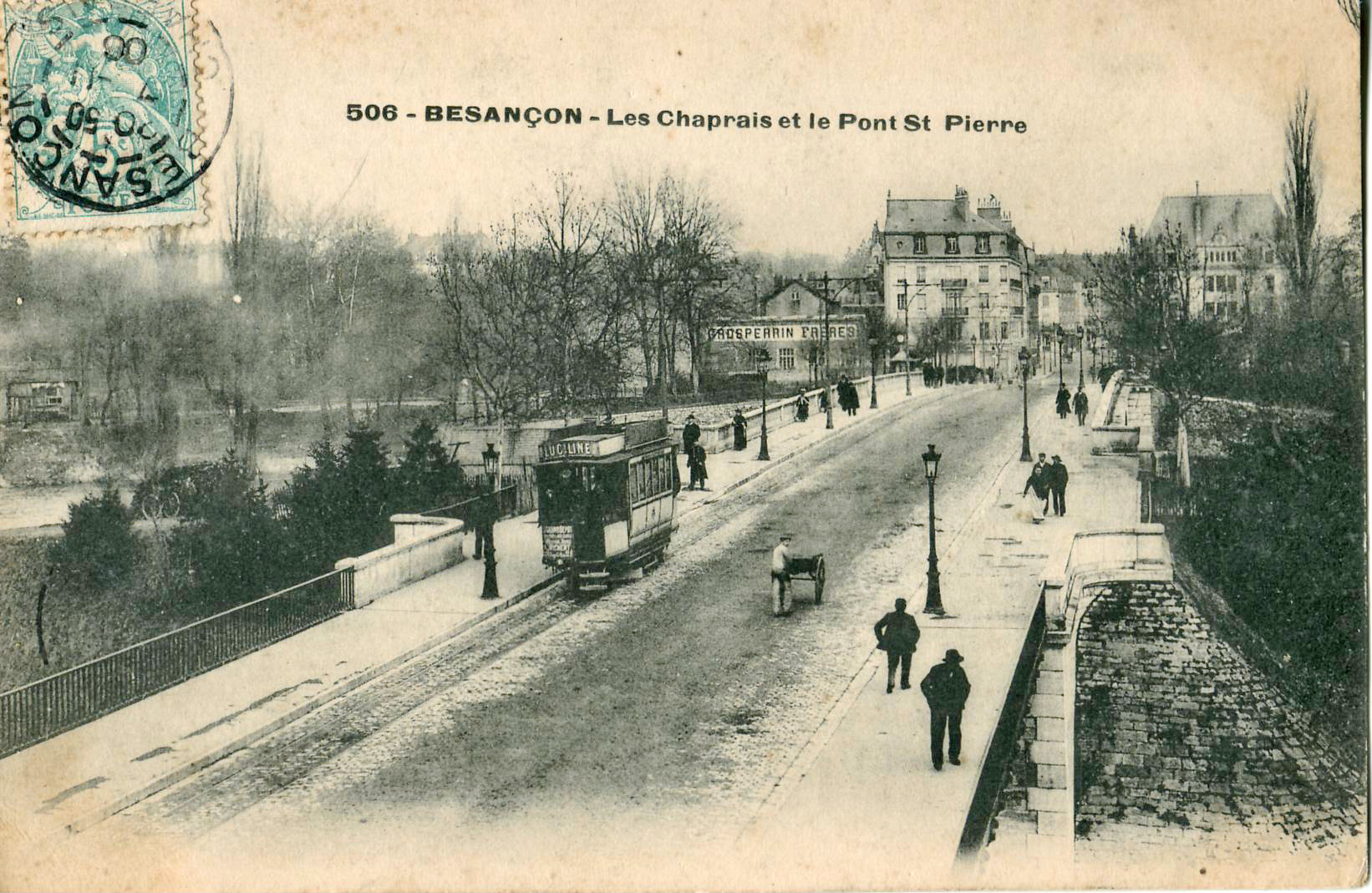
Le Pont de la République était traversé par le tramway de Besançon au début du XX

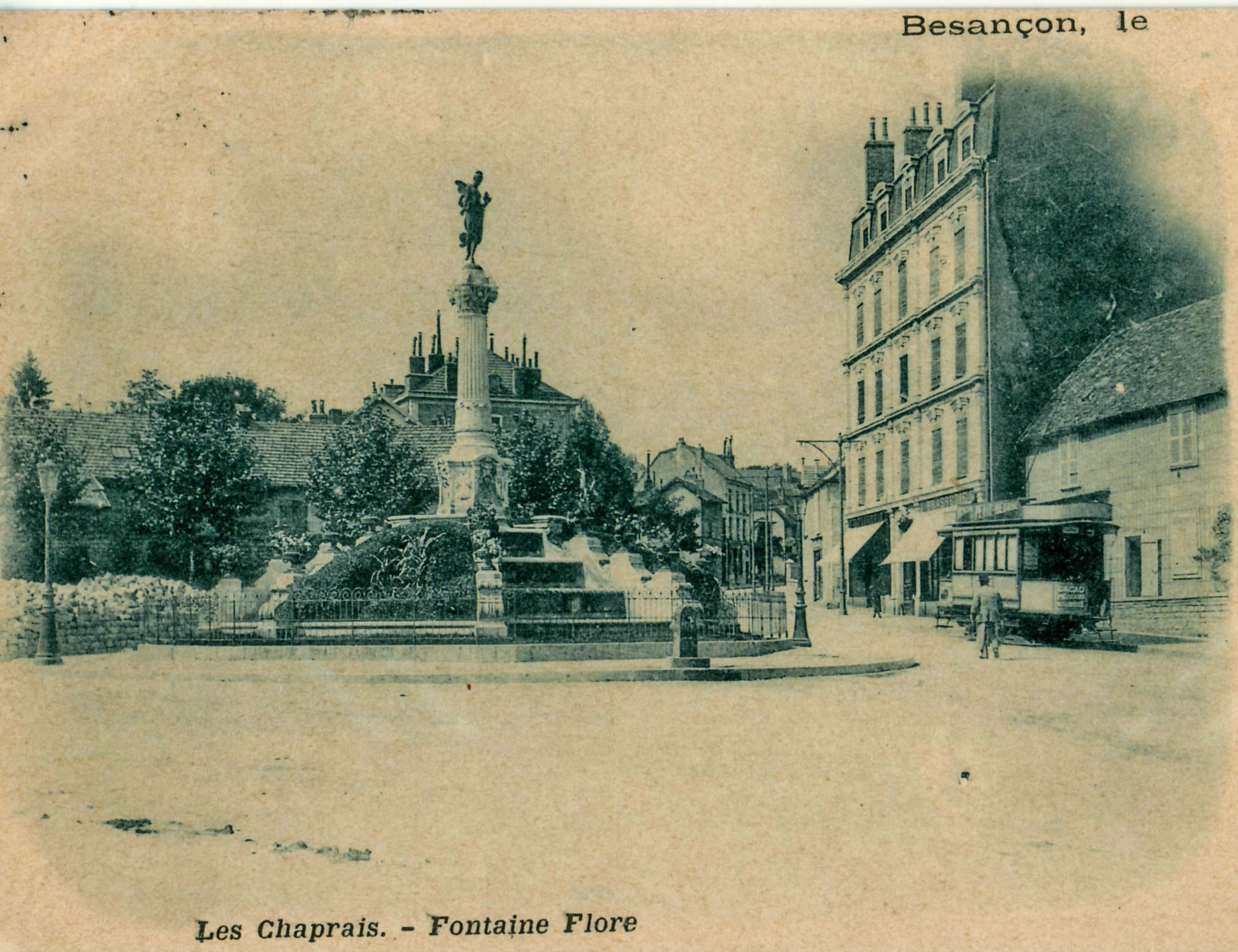
La Fontaine de Flore, avant la Première Guerre mondiale.
On voit à droite une rame del'ancien tramway de Besançon

Les Chaprais sont d'abord un hameau maraîcher qui se développe à partir de la seconde moitié du XVIIIe. Au cours du siècle suivant, le quartier s'urbanise petit à petit et ce après la construction de la gare de Besançon à l'extrémité nord des Chaprais. Son développement est accéléré avec la construction de l'actuel pont de la République. À la fin du XIXe siècle, les Chaprais sont un quartier dynamique moderne qui attire les industriels (construction automobile de marque Schneider par exemple), mais aussi la bourgeoisie bisontine qui se construit de magnifiques villas comme celles de la rue de Vittel. Cette vitalité fait aussi des Chaprais le quartier de prédilection de la municipalité qui y construit une deuxième gare dite de la Mouillère, et qui favorise l'édification du complexe des bains (bâtiment de balnéothérapie, hôtel et casino). Malgré ces activités, le quartier des Chaprais conserve son originalité notamment dans son peuplement qui, jusqu'à aujourd'hui, est marqué par une grande mixité sociale.
Si le début du XXe siècle est marqué par une certaine stagnation démographique, après la Seconde Guerre mondiale les Chaprais retrouve de la vigueur. Plusieurs immeubles d'habitation y sont construits et les derniers maraîchers sont repoussés au quartier des Vaites.

## Évolution démographique
| 1999   | 2006   | 2010   | 2015   | 2020   |
| ------ | ------ | ------ | ------ | ------ |
| 15 439 | 14 969 | 15 609 | 15 578 | 15 945 |

| IRIS              | Population (2020) | Variation annuelle 2010-2020 | Population (2010) | Variation annuelle 1999-2010 | Population (1999) |
| ----------------- | ----------------- | ---------------------------- | ----------------- | ---------------------------- | ----------------- |
| Chaprais          | 2 093             | 0,79 %                       | 1 998             | - 1,06 %                     | 2 262             |
| Chasnot           | 3 132             | −0,66 %                      | 3 355             | 0,23 %                       | 3 272             |
| Fontaine-Argent   | 3 694             | 1,78 %                       | 3 137             | - 0,95 %                     | 3 505             |
| Mouillère         | 2 964             | 0,78 %                       | 2 749             | 2,42 %                       | 2 171             |
| Parc des Chaprais | 1 789             | −0,45 %                      | 1 874             | - 0,69 %                     | 2 028             |
| Rotonde           | 2 273             | −0,89 %                      | 2 496             | 1,22 %                       | 2 201             |

## Personnalités liées au quartier
- René Drezet (1920-1944), résistant ;
- Antoine Kneisky (1918-1944), résistant.

## Monuments et patrimoine
- L'église Saint-Martin des Chaprais
- L'église Notre-Dame du Foyer
- L'église du Sacré-Cœur
- Le cimetière des Chaprais
- Les Bains-Douches, reconvertis aujourd'hui en crèche municipale.
- Plusieurs villas et maisons inscrites aux monuments historiques : villa Lorraine, villa Zeltner, maison Brigonnet

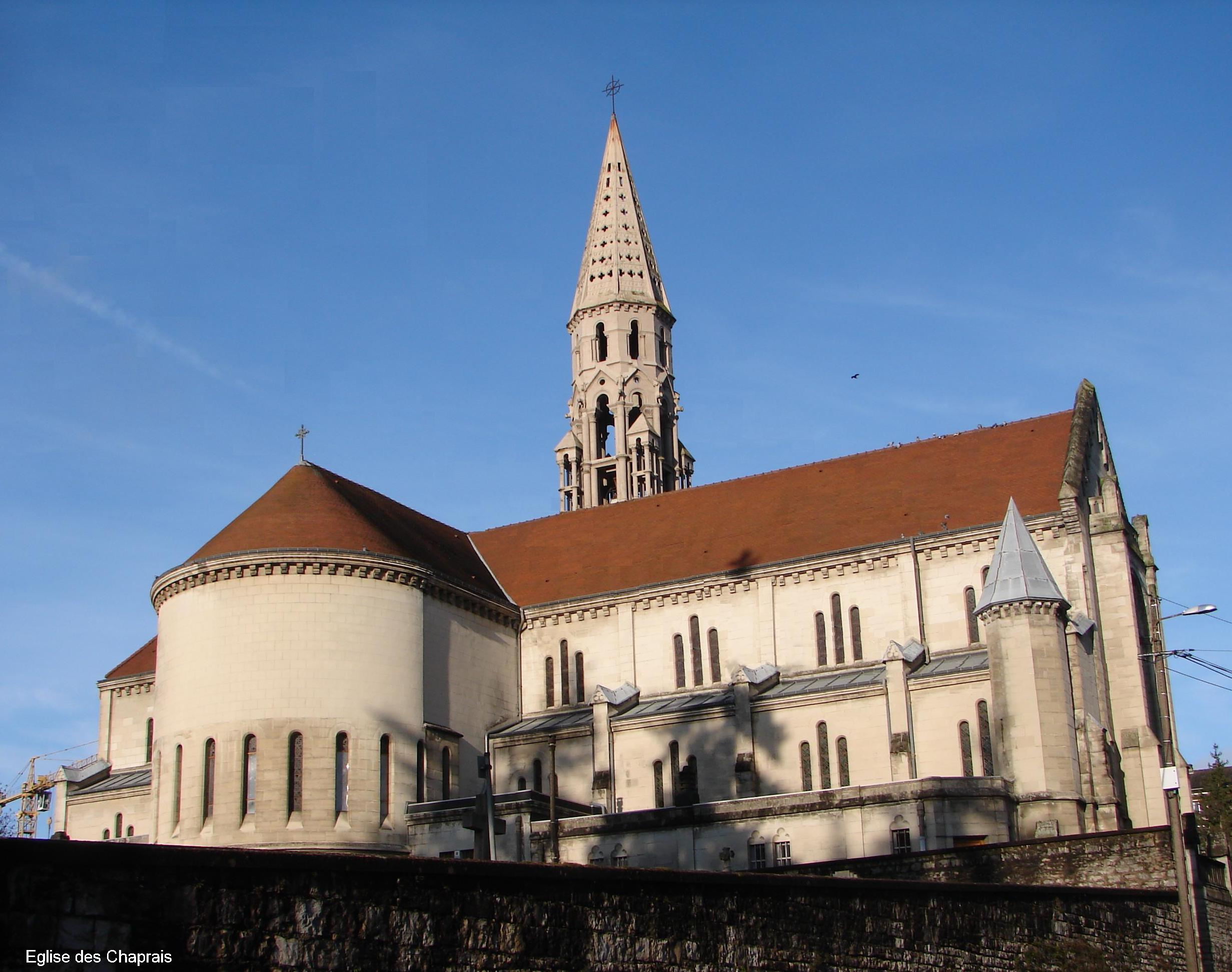
L'église Saint-Martin des Chaprais.
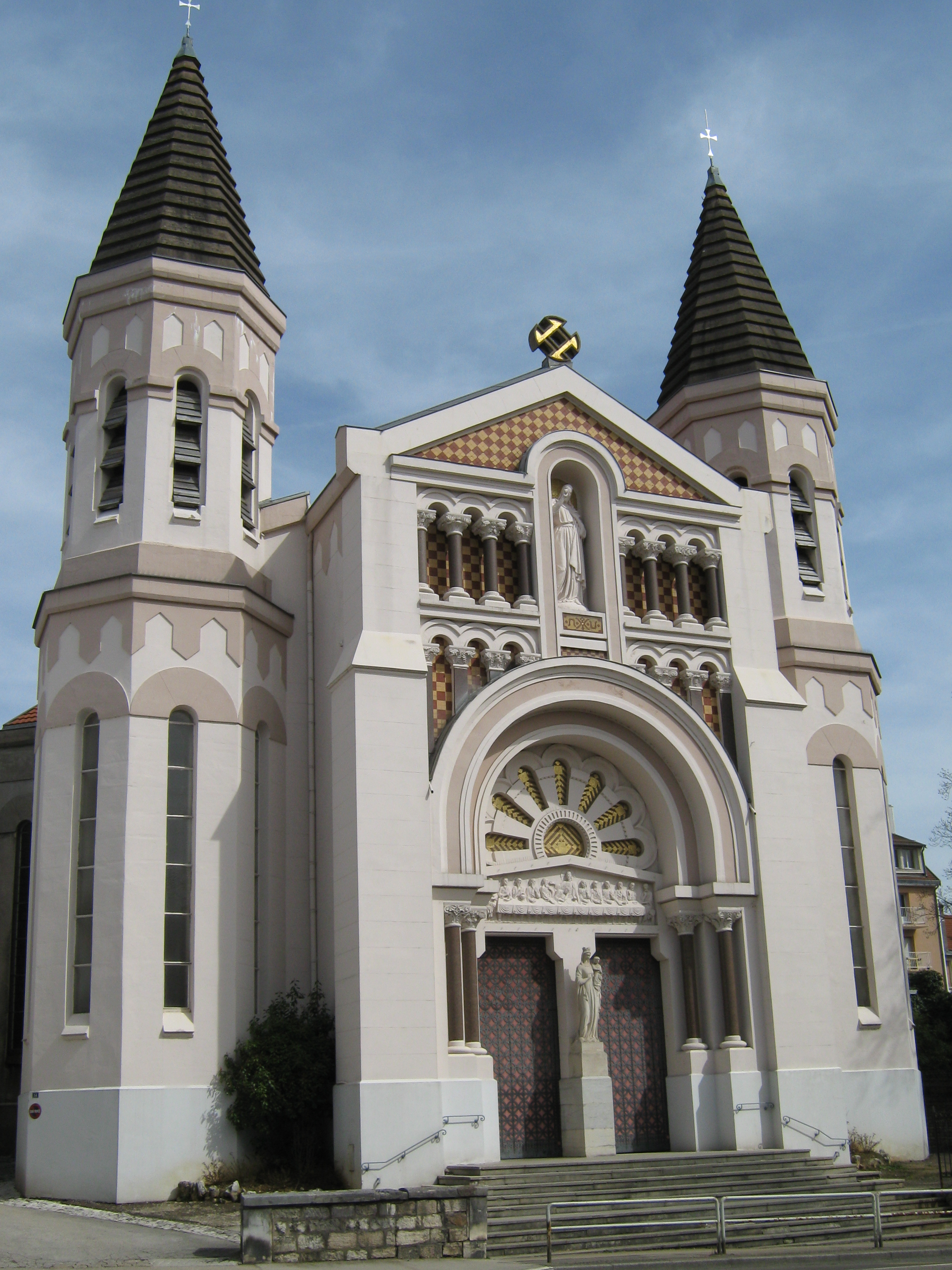
L'église du Sacré-Cœur.
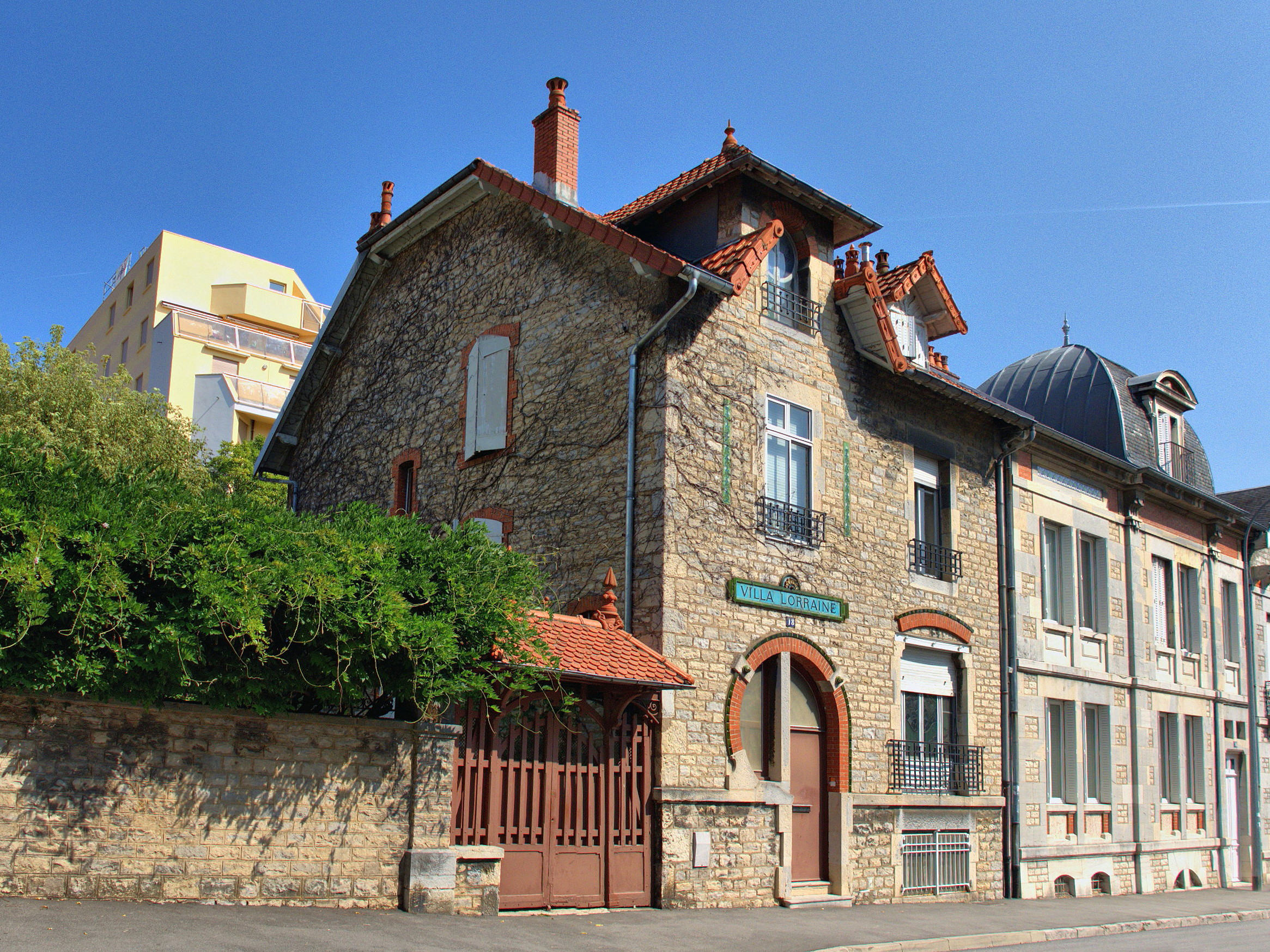
La villa Lorraine.
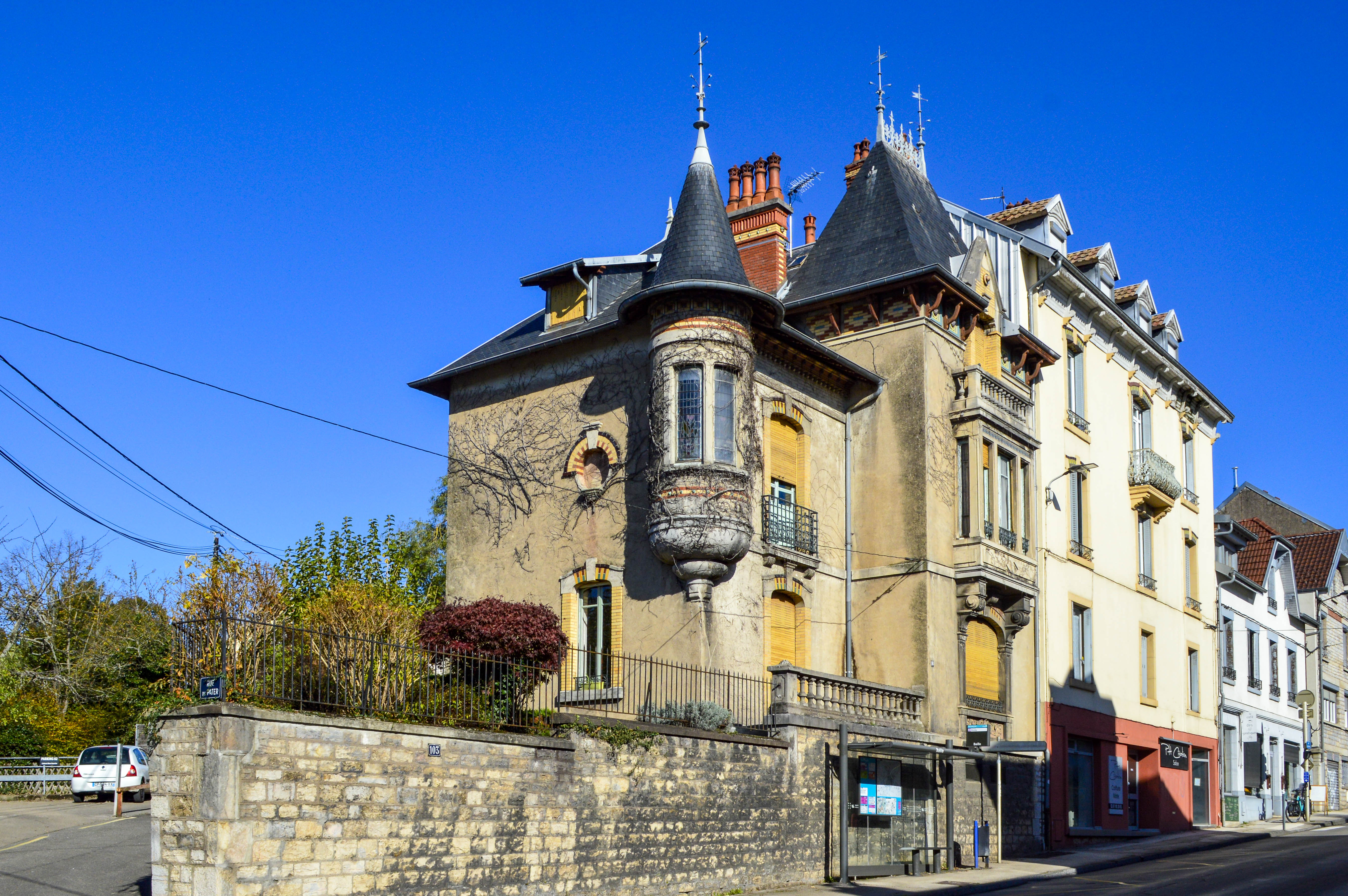
La maison Brignonnet.
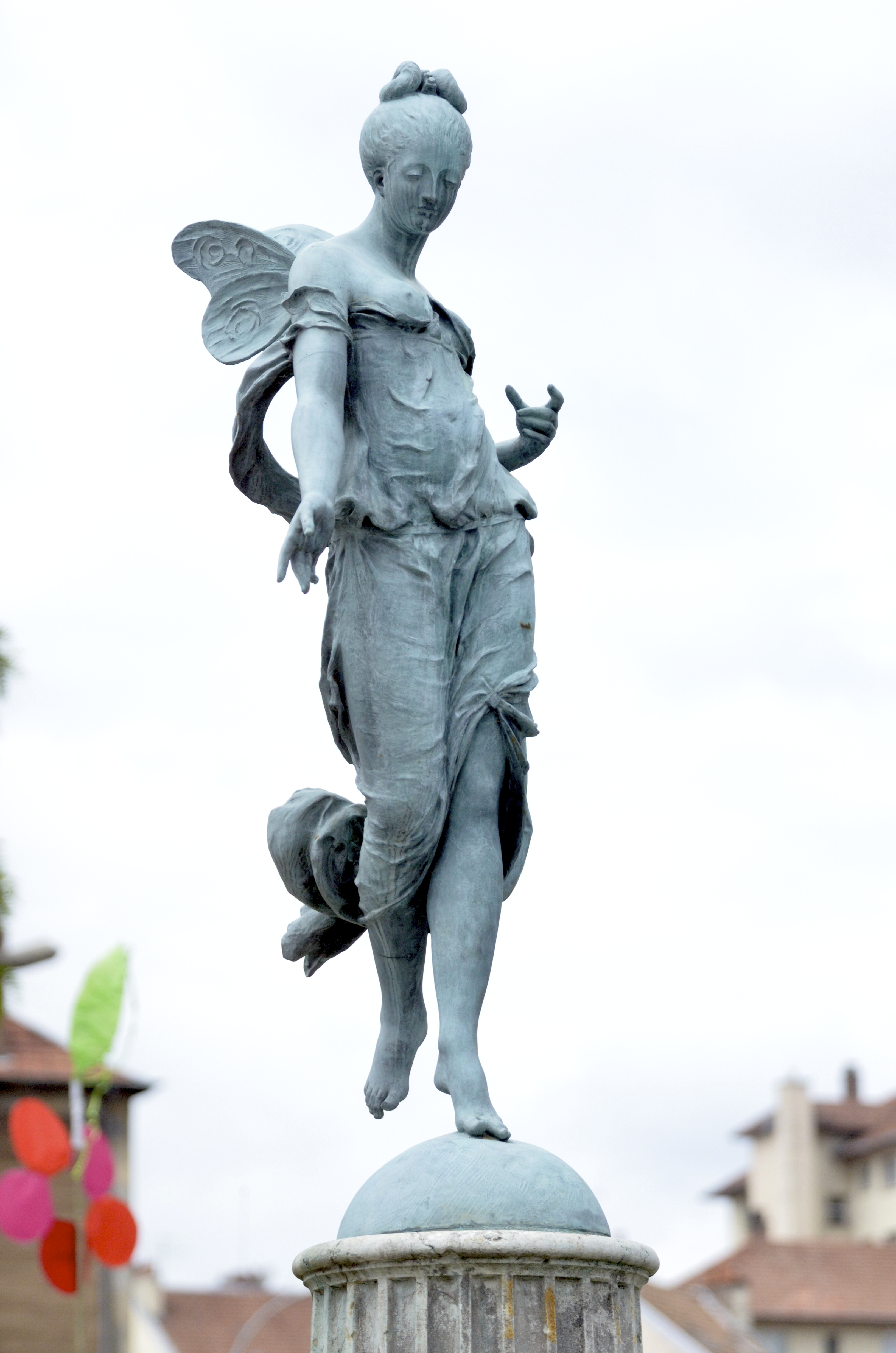
La statue Flore.

## Parcs et loisirs
- Parc Micaud
- Promenade de l'Helvétie
- Parc des Chaprais
- Piscine de plein air Port Joint
- Nouveau Théâtre de Besançon
- Casino de Besançon

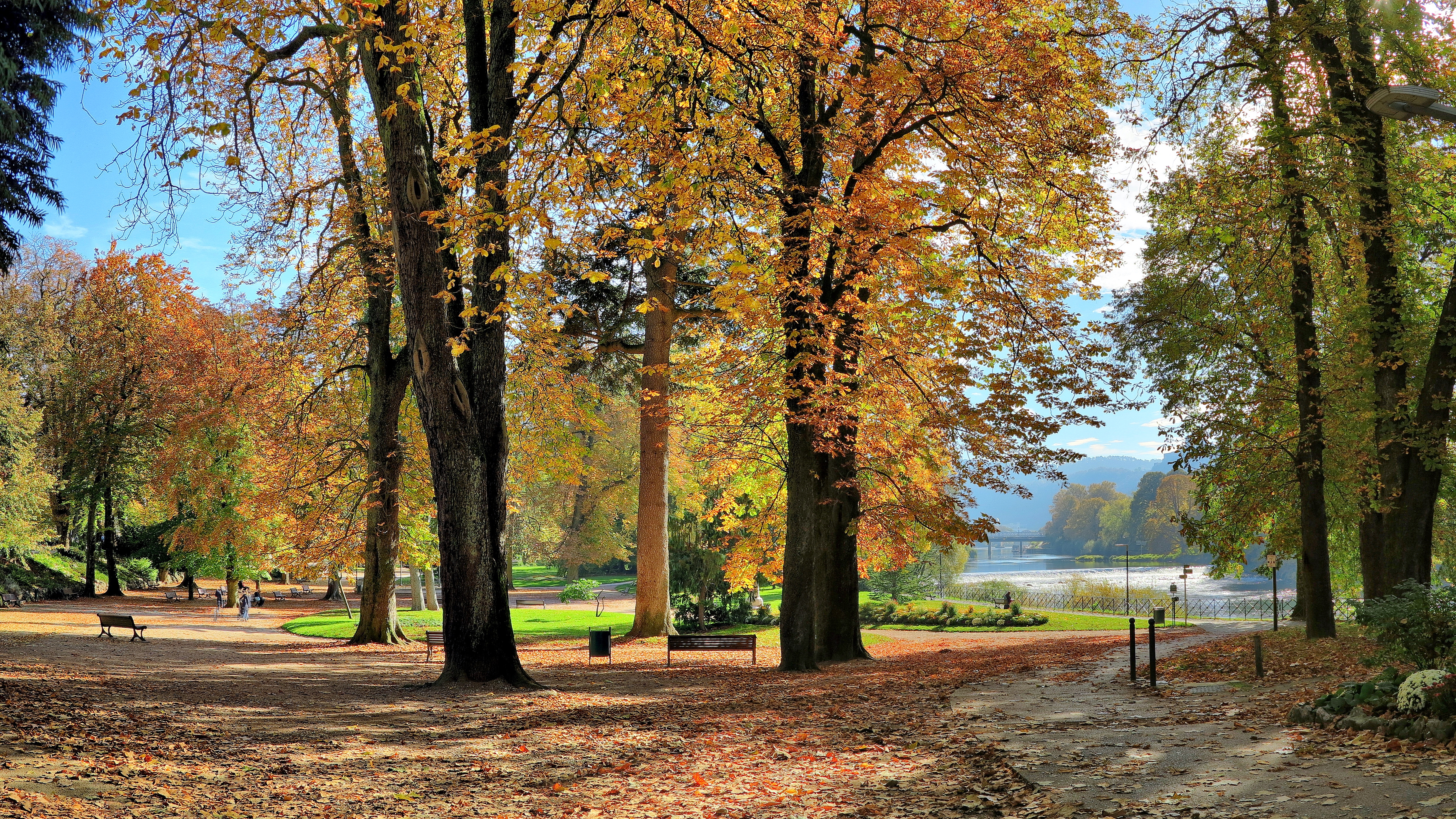
Le parc Micaud.
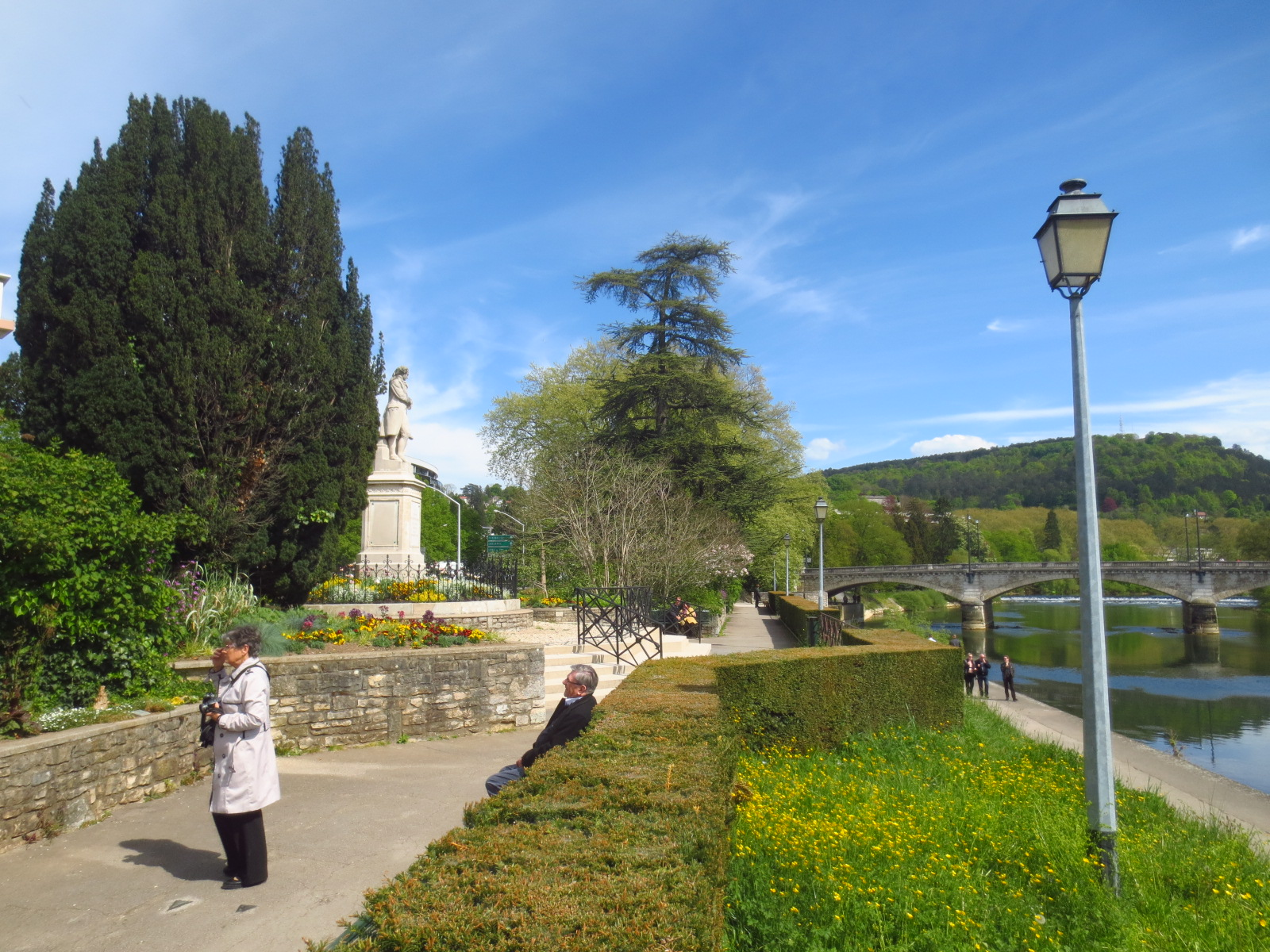
La promenade d'Helvétie.
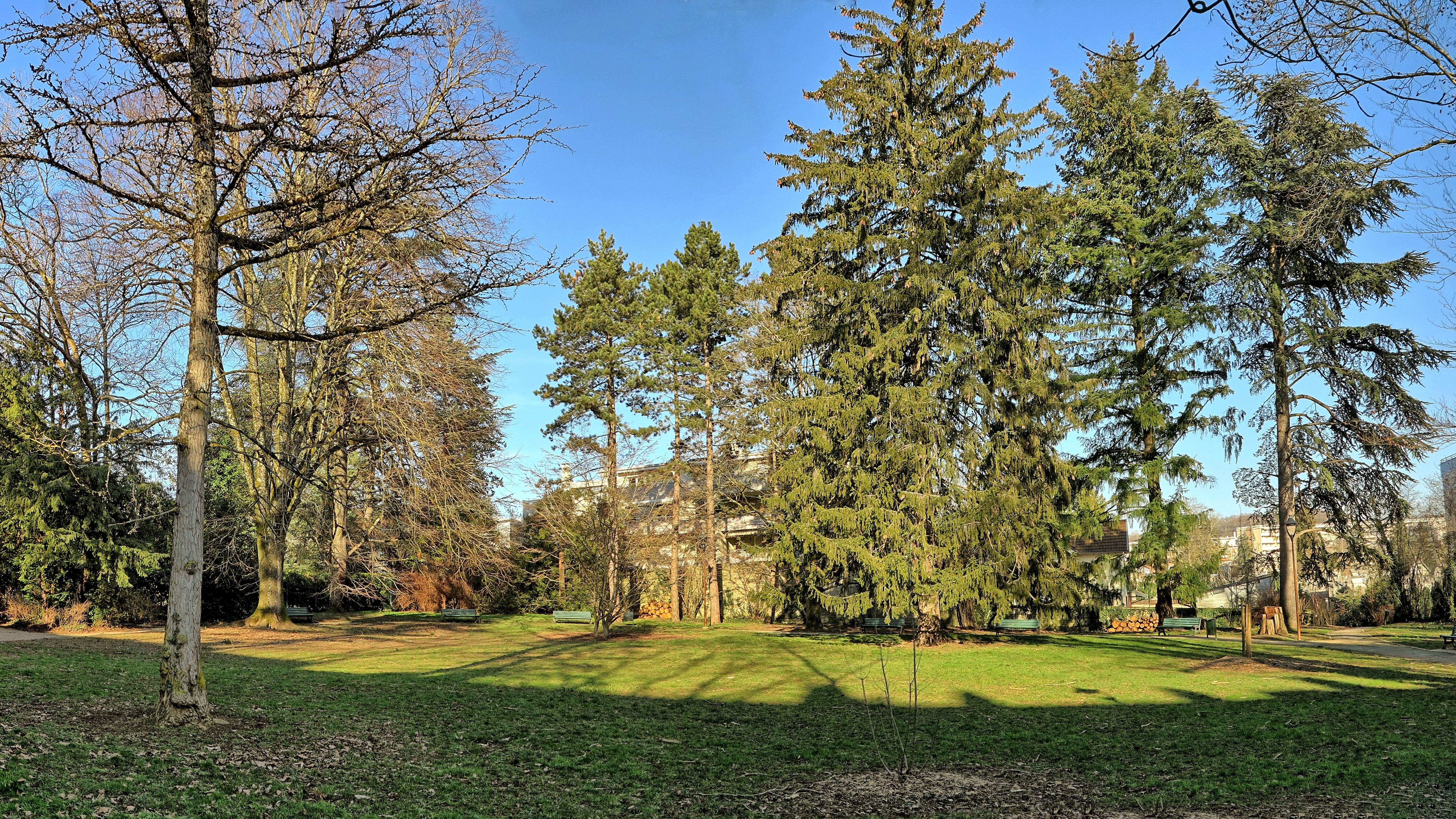
Le parc des Chaprais.
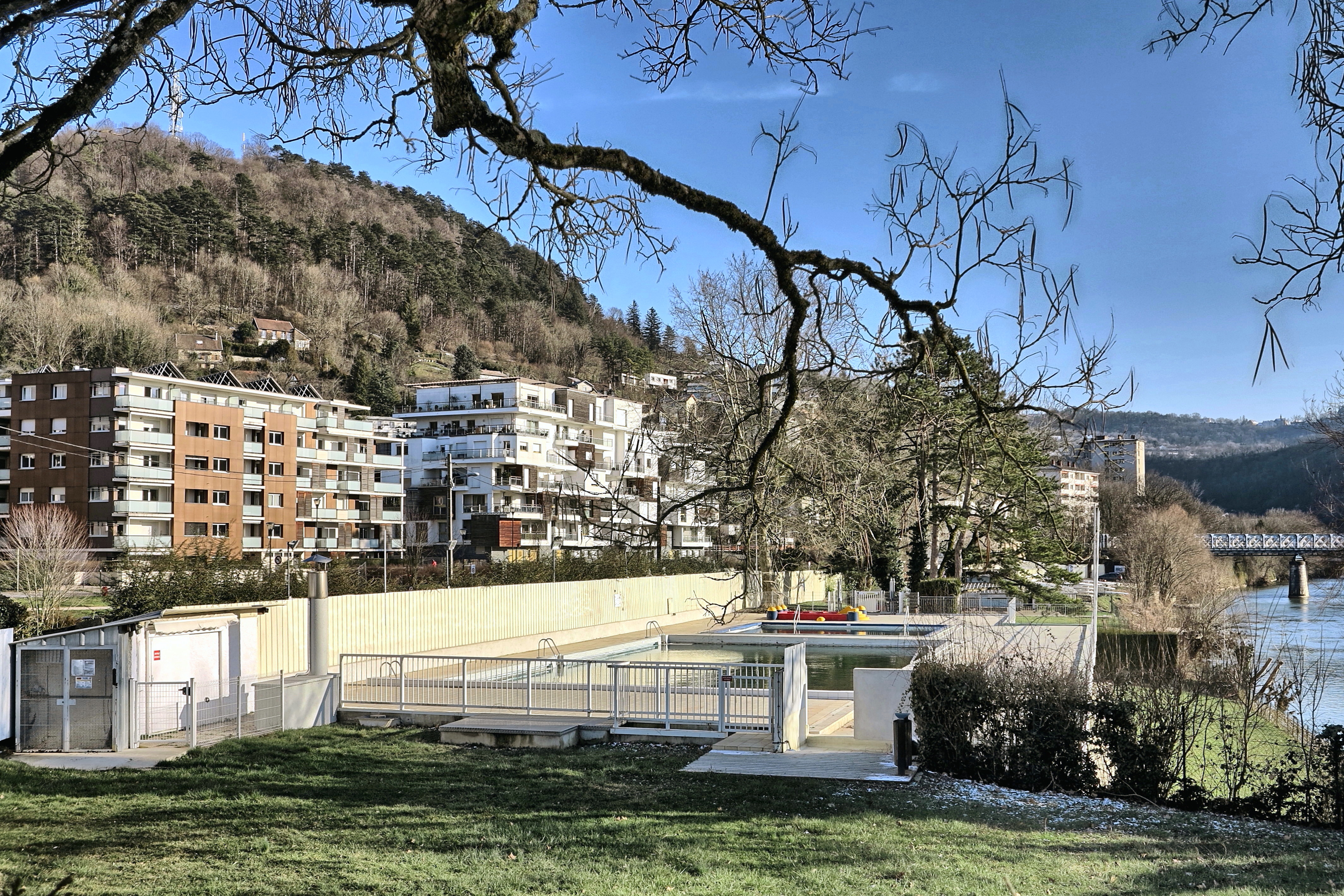
La piscine Port Joint.

## Commerces
Le quartier comprend de très nombreux commerces et services, mais pas de centre commercial (excepté un supermarché Casino), du fait notamment de sa proximité avec le centre-ville. Le service de santé est aussi un des meilleurs de la ville, avec des dizaines de médecins généralistes et spécialistes.

## Médias
- Radio BIP

## Enseignement
| Écoles maternelles - École maternelle publique Chaprais - École maternelle publique Fontaine-Argent - École maternelle publique Helvétie - École maternelle privée Sainte-Colette - École maternelle publique Paul Bert |  | Écoles primaires - École primaire publique Chaprais - École primaire publique Helvétie - École primaire privée Sainte-Colette - École primaire publique Paul Bert |  | Enseignement Secondaire - Collège privé Saint-Joseph - Lycée privé Saint-Paul - Lycée Professionnel Association Franc-Comtoise Formation Coiffure - Lycée Professionnel École des Métiers Artistiques - Lycée Professionnel privé Saint-Joseph |

## Associations de quartier
- Vivre aux Chaprais est l'association (créée en 1998) qui publie un journal tiré à 6000 exemplaires, le site Web www.chaprais.fr mis à jour quotidiennement avec 163 pages, 1 600 photos, 630 autres documents, etc., et plus de 151 000 consultations et le blog "Humeurs des Chaprais" avec 470 billets dont une quarantaine sur le patrimoine du quartier : vivreauxchaprais.canalblog.com
- L'ASEP [www.myspace.com/asepbesancon] est une maison de quartier associative/centre social du quartier Chaprais-Cras-Viotte a pour but de soutenir et favoriser les œuvres de l'éducation populaire.